# 37.ª Calle Suroeste
La 37.ª Calle Suroeste es una calle secundaria ubicada en el cuadrante suroeste de Managua, Nicaragua. Conecta sectores intermedios de la ciudad, sirviendo como vía transversal en barrios residenciales del suroeste.

## Trazado
La calle inicia en la 3.ª Avenida Suroeste en el barrio Hialeah, pasa por la 11.ª Avenida Suroeste en Los Altos de Nejapa, y luego continúa en un segundo segmento desde la 18.ª Avenida Suroeste en el Barrio La Esperanza, extendiéndose hasta la 31.ª Avenida Suroeste, junto al Hospital General Occidental de Managua.

## Barrios que atraviesa
- Hialeah
- Los Altos de Nejapa
- La Esperanza
- Tierra Prometida

## Coordenadas
12°8′45″N 86°18′15″O / 12.14583, -86.30417